# Britisk oversøisk territorium
Et britisk oversøisk territorium (BOT) (engelsk: British overseas territory; tidligere kendt som biland eller kronkoloni) er et territorium som er underlagt britisk overhøjhed uden at være en del af Det Forenede Kongerige Storbritannien og Nordirland (UK). I dag er 14 oversøiske territorier knyttet til UK. Betegnelsen "British Overseas Territory" stammer fra 2002 hvor den erstattede betegnelsen British dependent territory, som var blevet indført i 1981. Før da blev disse områder kaldt kolonier eller kronkolonier.
Britiske oversøiske territorier adskiller sig fra britiske kronbesiddelser, hvis konstitutionelle forhold til Storbritannien er anderledes. I en historisk kontekst skal kolonier ikke forveksles med protektorater, som selvom de var under britisk kontrol formelt var uafhængige stater, hvorimod kolonier var en del af den britiske stat. I moderne tid skal BOT heller ikke forveksles med Dominion, de lande, der samlet kaldes Commonwealth, og som er en frivillig sammenslutning af tidligere kolonier, men i dag suveræne og uafhængige stater, ligestillet med Storbritannien.

## Administration og status
Oversøiske territorier har aldrig været anset som integrerede dele af Storbritannien og har aldrig haft deres egen repræsentation i det britiske parlament. Begrundelsen er, at de optræder som separate jurisdiktioner. Dronning Elizabeth II er også statsoverhoved i de oversøiske territorier i kraft af sin status som dronning af Storbritannien, og ikke som dronning af hvert territorium; til forskel fra Commonwealth-lande, som Canada eller Australien, hvor dronningen udtrykkeligt fungerer som ”dronning af Canada” og ”dronning af Australien”.
Den øverste ansvarlige embedsmand i hvert territorium er en guvernør, som formelt udnævnes af dronningen og handler på hendes vegne og er ansvarlig for territoriets interne sikkerhed. Guvernøren optræder også som delegat mellem territoriet og den britiske regering. Han har myndighed til at opløse territoriets lovgivende forsamling og skal sanktionere alle nye love. Guvernøren er normalt fra Storbritannien. 
Tidligere blev kronkolonier administreret direkte af embedsmænd udpeget af den britiske regering. I dag har de fleste britiske oversøiske territorier imidlertid mere eller mindre fuldt selvstyre. De er kun afhængige af Storbritannien med hensyn til forsvar, udenrigspolitik og handel.
Den samlede befolkning af alle oversøiske territorier anslås til 247,899.[kilde mangler]
Øerne Jersey, Guernsey og Isle of Man, der i lighed med de oversøiske territorier ikke er en integreret del af Storbritannien, har dog en anden konstitutionel status end BOT. De betegnes i stedet som kronbesiddelser.

## Historie
De oprindelige engelske kolonier i den Nye verden bestod af etableringen af nye bosættelser i lande, der hidtil havde ligget uden for den engelske krones herredømme. Den første af denne type kolonier var på Newfoundland, hvor engelske fiskere i 1500-tallet havde oprettet midlertidige lejre i fiskesæsonen.
Det, der siden blev kendt som Old Empire, begyndte i 1607 med etableringen af Jamestown, den første succesfulde engelske koloni i Amerika. Den udviklede sig siden til kolonien Virginia, et navn, som dengang betegnede hele Nordamerika. I 1609 blev den næste koloni ved en tilfældighed oprettet på Bermuda, den er i dag efter tabet af de amerikanske kolonier i 1783 den ældste britiske koloni; (engelske kolonier blev til britiske efter foreningen af kongerigerne England og Skotland i 1707).
Det britiske imperium fortsatte sin ekspansion gennem hele 1600-tallet og frem til 1900-tallet, hvor det nåede sin største udstrækning i 1920. På det tidspunkt kontrollerede Storbritannien omkring en fjerdedel af Jordens samlede landmasser. Dette imperium omfattede dog også store område med indfødte befolkninger, som blev kontrolleret af økonomiske og strategiske frem for at være mål for egentlig kolonialisering. I slutningen af 1800-tallet begyndte de største nybyggerkolonier at opnå en form for selvstændighed i alle andre forhold end udenrigspolitik, forsvar og handel; 1867: Canada, 1901: Australien, New Zealand and South Africa. Disse og andre nye stater fik i løbet af 1920’erne betegnelsen dominions og opnåede fuld selvstændighed med indgåelsen af Statute of Westminster (1931). Ved den lejlighed blev imperiet omdøbt til British Commonwealth som afspejling af forandringerne. I 1900-tallet opnåede langt hovedparten af de britiske kolonier fuld uafhængighed, men mange beholdt en formel tilknytning til Storbritannien som medlemmer af Commonwealth. Nogle af de tidligere kolonier beholdt den britiske monark som statsoverhoved, mens andre blev republikker, som dog anerkendte monarkens rolle som overhoved for Commonwealth.
I 1980’erne mistede Storbritannien sine sidste større fastlandskolonier, da det daværende Rhodesia i Afrika (nu Zimbabwe) blev uafhængigt i 1980 og Britisk Honduras (nu Belize) i Mellemamerika 1981. Den sidste store koloni (med over 5 millioner indbyggere) var nu Hong Kong. I modsætning til andre territorier blev det areal, kolonien lå på, lejet af den kinesiske stat. Aftalen udløb i 1997, hvorefter Hong Kong blev overdraget til Folkerepublikken Kina som et særligt administreret område.
De britiske oversøiske territorier er stadig spredt over alle verdensdele, men efter overdragelsen af Hong Kong udgøres de resterende koloniale besiddelser hovedsageligt af små øer med små befolkninger og det ubeboede British Antarctic Territory. 
I 2002 vedtog det britiske parlament British Overseas Territories Act 2002. Den betød, at områder, der hidtil var blevet betegnet som dependent territories, nu var Overseas Territories. Ved den lejlighed opnåede deres befolkning, med undtagelse af personer udelukkende relateret til baserne på Cypern, fuldt britisk statsborgerskab.

## Nuværende oversøiske territorier
| Flag                                    | Våbenskjold | Territorium                                         | Placering     | Motto                                                                    | Areal         | Befolkning                                    | Hovedstad                                                                  |
| --------------------------------------- | ----------- | --------------------------------------------------- | ------------- | ------------------------------------------------------------------------ | ------------- | --------------------------------------------- | -------------------------------------------------------------------------- |
| Anguilla (land)                         |             | Anguilla                                            | Caribien      | Strength and Endurance                                                   | 102,0 km²     | 12.800                                        | The Valley                                                                 |
| Bermuda                                 |             | Bermuda                                             | Atlanterhavet | Quo fata ferunt (Latin: "Whither the Fates carry [us]")                  | 53,4 km²      | 64.482                                        | Hamilton                                                                   |
|                                         |             | Britisk Antarktis                                   | Antarktis     | Research and discovery                                                   | 1.724.900 km² | 200 (udstationeret personale)                 | Rothera (hovedbase)                                                        |
| Britisk territorium i det indiske ocean |             | British Indian Ocean Territory                      | Indiske ocean | In tutela nostra Limuria (Latin: "Limuria is in our charge")             | 60 km²        | 3.200 militærfolk og personale                | Diego Garcia (militærbase)                                                 |
| Britiske Jomfruøer                      |             | Britiske Jomfruøer                                  | Caribien      | Vigilate (Latin: "Be watchful")                                          | 153 km²       | 21.730                                        | Road Town                                                                  |
| Caymanøerne                             |             | Cayman Islands                                      | Caribien      | He hath founded it upon the seas                                         | 260 km²       | 46.600                                        | George Town                                                                |
| Falklandsøerne                          |             | Falklandsøerne                                      | Atlanterhavet | Desire the right                                                         | 12.178 km²    | 2.967                                         | Stanley                                                                    |
| Gibraltar                               |             | Gibraltar                                           | Europa        | Nulli expugnabilis hosti (Latin: "Conquerable by no enemy")              | 6,5 km²       | 27.776                                        | Gibraltar                                                                  |
| Montserrat                              |             | Montserrat                                          | Caribien      |                                                                          | 101 km²       | 9.000                                         | Plymouth (p.t. forladt pga. vulkanudbrud, de facto hovedstad er nu Brades) |
| Pitcairn                                |             | Pitcairn                                            | Stillehavet   | Ukendt (måske Come, ye blessed da nationalsangen har denne titel.)       | 44 km²        | 67                                            | Adamstown                                                                  |
| Sankt Helena                            |             | Sankt Helena (herunder Ascension, Tristan da Cunha) | Atlanterhavet | Loyal and unshakeable                                                    | 409 km²       | 6.563                                         | Jamestown                                                                  |
| South Georgia og South Sandwich Islands |             | Sydgeorgien og Sydsandwichøerne                     | Atlanterhavet | Leo terram propriam protegat (Latin: "Lad løven beskytte sit eget land") | 3.906 km²     | 11-26 udstationeret personale                 | King Edward Point/Grytviken                                                |
| Storbritannien                          |             | Sovereign Base Areas of Akrotiri and Dhekelia       | Cypern        | Dieu et mon droit (Fransk: "Gud og min ret")                             | 254 km²       | 15.000 (halvdelen udgøres af militærpersonel) | Episkopi Cantonment                                                        |
| Turks- og Caicosøerne                   |             | Turks- og Caicosøerne                               | Caribien      | Beautiful by Nature                                                      | 430 km²       | 21.500                                        | Cockburn Town                                                              |

## Administrative forhold
Alle oversøiske territoriers statsoverhoved er den britiske monark, p.t. Elizabeth 2. af Storbritannien. Monarken har denne rolle i kraft af sin rolle som statsoverhoved for Storbritannien, og altså for territoriet i sig selv. Dronningen udpeger formelt en repræsentant, der fungerer som hendes stedfortræder i det pågældende område. I territorier med permanent beboelse udnævnes en guvernør, i ubeboede en kommissær. Alle udnævnelser sker i samarbejde med den britiske regering, som reelt udvælger kandidaterne. Guvernørerne fungerer de facto som statsoverhoveder og er sædvanligvis ansvarlige for udnævnelsen af regeringslederen og forbindelsen med den britiske regering, samt udførelsen af de ceremonielle forpligtelser på dronningens vegne.
Foreign and Commonwealth Office har det overordnede ansvar for at føre tilsyn med alle de oversøiske territorier, på nær baserne på Cypern. Kontoret offentliggjorde i 1999 en rapport, der skulle udstikke Storbritanniens fremtidige politik for BOT. Den fremhævede følgende fire hovedemner for udviklingen fremover, som skulle afklares: 
- Selvbestemmelse.
- Storbritanniens og territoriets ansvar.
- Demokratisk autonomi.
- Hjælp og bistand.

Hvert af de oversøiske territorier har deres eget retssystem, som dog er afhængigt af Storbritannien. Lovgivningen baseres som regel på English common law, med tilføjelser vedrørende lokale forhold. Hvert territorium har sine egne domstole og statsanklagere; de mindste samfund kan dog udpege en sagfører i Storbritannien med ansvar for områdets retssager. En sådan ordning har især stor betydning i sager, der involverer meget alvorlige forbrydelse på små øer, hvor det er umuligt at indkalde en jury, hvis medlemmer ikke kender den tiltalte. Et eksempel var en voldtægtssag på Pitcairn i 2004, hvor Storbritannien etablerede rammerne for en retssag, hvilket territoriet ikke selv havde kapacitet til.

## Udenrigspolitiske forhold
Internationale spørgsmål vedrørende de oversøiske territorier varetages også af Foreign and Commonwealth Office i London. Nogle territorier har dog etableret diplomatiske kontorer i nabolande for effektivt at kunne håndtere fx sager vedrørende migration og handel. Ingen af territorierne er medlemmer af Commonwealth of Nations, men de deltager dog i Commonwealth Games med deres egen delegation.
Gibraltar er det eneste oversøiske territorium, der også er medlem af den Europæiske Union, dog ikke i egen ret, men i kraft af sin associering med Storbritannien. De øvrige territorier er ikke medlemmer og EU-retten gælder derfor ikke automatisk der. EU samarbejder dog med territorierne gennem associeringsaftalen OCT. Da indbyggerne i BOT opnåede fuldt britisk statsborgerskab i 2002, fik de samtidig EU-borgerskab, hvilket bl.a. giver dem ret til fri bevægelighed inden for EU’s grænser..
Flere lande bestrider Storbritanniens suverænitet over følgende oversøiske territorier: 
- Akrotiri og Dhekelia – kræves overdraget af Cypern.
- Britisk Antarktis – territoriet overlapper med både Chiles og Argentinas antarktiske krav.
- British Indian Ocean Territory – kræves overdraget af både Mauritius og Seychellerne.
- Falklandsøerne – krævet overdraget af Argentina (i 1982 blev Falklandskrigen udkæmpet om retten til øerne).
- Gibraltar – kræves overdraget af Spanien.
- Sydgeorgien og Sydsandwichøerne – kræves overdraget af Argentina.

## Militær tilstedeværelse
De oversøiske territoriers sikkerhed er Storbritanniens ansvar, og mange af dem benyttes af det britiske militær eller landets allierede som baser: 
- Ascension Island (som tilhører Sankt Helena) – huser en luftbase, der bruges af både Royal Air Force og United States Air Force.
- Bermuda – blev Royal Navys vigtigste base på den vestlige halvkugle efter USA’s selvstændighed. Flådefaciliteterne opfattede tidligere et admiralitet, værft, en flåde eskadron og en betydelig militær garnison som beskyttelse. Regeringen kom efterhånden til at snarere opfatte Bermuda som én stor base frem for en koloni, og øerne blev kendt som Gibraltar of the West (Vestens Gibraltar). [3]. Under 2. verdenskrig etablerede Canada og USA også baser på Bermuda og opretholdt dem gennem hele den kolde krig. Siden 1995 er den militære tilstedeværelse på Bermuda blevet kraftigt reduceret.
- British Indian Ocean Territory – øen Diego Garcia er hjemsted for en stor flådebase og en luftbase der indtil 2037 er leaset til USA af Storbritannien.
- Falklandsøerne – huser enheder fra både British Army, Royal Air Force og Royal Navy.
- Gibraltar – huser faciliteter for både Royal Navy, RAF og NATO samt et lokalt regiment (Royal Gibraltar Regiment).
- Baseområderne Akrotiri og Dhekelia på Cyprus – opretholdes som en strategisk britisk militærbase I det østlige Middelhav.

## Symboler og emblemer
Hvert oversøisk territorium tildeles eget flag og våbenskjold af den britiske monark. Traditionelt benyttes et flag med en blå baggrund og Union Jack i hjørnet (kanton) og territoriets eget skjold centralt, det såkaldte Blue Ensign. Undtagelser er Bermuda, der benytter en rød baggrund, Britisk Antarktis, der benytter hvid; British Indian Ocean Territory, der benytter blå bøger som symbol på havet; og Gibraltar, der bruger banner med territoriets eget skjold, der som det eneste stammer fra perioden før britisk overhøjhed. Akrotiri og Dhekelia er de eneste BOT, der ikke har et officielt flag, i stedet benyttes Union Jack.

## Eksterne link
- Foreign and Commonwealth Office- "UK Overseas Territories"
- The Commonwealth – Regerings site
- Decolonisation – History links for the end of the European formal Empires, casahistoria.net
- UK Overseas Territories Conservation Forum
- British Overseas Territories Act 2002- Text of the Act
- United Kingdom Overseas Territories Association
- Britlink – The British Overseas Territories Arkiveret 8. marts 2008 hos  Wayback Machine